# Kolegium Małorosyjskie
Kolegium Małorosyjskie – kolegium, urząd centralny Imperium Rosyjskiego w latach 1722–1727 oraz 1764–1786, nadzorujący czynność hetmana kozackiego i Starszyzny Generalnej w ramach podległego Rosji Hetmanatu. Kolegium było kontynuacją powołanego w 1662 roku Prikazu Małorosyjskiego.
Składało się z sześciu wyższych oficerów rosyjskich pułków zakwaterowanych w Małorosji. W sprawach cywilnych podlegało senatowi, a w wojskowych – głównodowodzącemu miejscowymi rosyjskimi wojskami.
Siedziba kolegium znajdowała się w Głuchowie. Kolegium stanowiło najwyższą władzę w Małorosji, a sam hetman posiadał jedynie głos doradczy. W 1727 roku zniesiono I Kolegium Małorosyjskie, a jego uprawnienia przekazano hetmanowi, jako najwyższemu organowi władzy.
W 1764 Katarzyna II zwolniła hetmana i powtórnie powołała Kolegium Małorosyjskie, które działało do zniesienia małorosyjskiej autonomii w 1786 roku i pełnej integracji Hetmanatu z Rosją. Od roku 1775 tytuł hetmana wojsk kozackich przysługiwał panującej rodzinie carskiej. Starszyzna kozacka została zrównana w prawach z dworiaństwem rosyjskim, a wolnych Kozaków zrównano z wolnymi chłopami rosyjskimi (kriepostniki).

## Literatura
- Natalia Jakowenko - "Historia Ukrainy. Od czasów najdawniejszych do końca XVIII wieku", Lublin 2000, ISBN 83-85854-54-1